# Mel 71
Mel 71は、とも座の散開星団である。
M47の1度北にNGC 2423があり、さらに北に構図を取ると2.5度離れて存在する。星の数は65で小さい星が密集し、M46を1/4ほどに縮めた感じに見える。200mm望遠レンズでもM46、M47と同一視野に入れられる。